# أندرو إتش. بيرك
أندرو إتش. بيرك هو سياسي أمريكي، ولد في 15 مايو 1850 في نيويورك في الولايات المتحدة، وتوفي في 17 نوفمبر 1918 في روزويل في الولايات المتحدة. نشط حزبياً في الحزب الجمهوري. وقد انتخب حاكم شمال داكوتا ‏ (7 يناير 1891 – 3 يناير 1893).